# Hockeykort

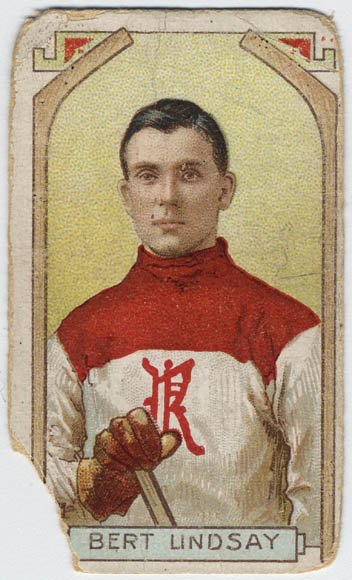
Bert Lindsay på ett hockeykort från tidigt 1910-tal.

Hockeykort eller hockeybilder är en form av samlarbilder för ishockeyentusiaster. De är vanligtvis tryckta på ett tjockare papper eller i form av ett klistermärke men det finns även kort tryckta på andra material såsom plast. Ibland har korten en autograf, bit av en matchtröja eller hockeyklubba påklistarad. Korten ges ibland ut i begränsade serier, ibland med så små serier som ett enda kort.
Korten är populärast i USA och Kanada men har även vunnit en del popularitet i norra Europa genom åren. Det finns ingen bestämt mått på hockeykort men den vanliga storleken är idag 2,5 x 3,5 tum (6,35 x 8,89 cm), och på korten avbildas vanligtvis en ishockeyspelare, även om det också finns kort med tränare eller troféer. Då vissa kort endast tryckts i en mycket begränsad upplaga kan dessa uppbringa ett högre värde bland samlare.

## Utgivnining i Nordamerika

### Ursprung
De första hockeykorten där spelare var namngivna utgavs mellan 1910 och 1912 av företaget Imperial Tobacco. Dessa cigarettkort las i cigarettpaketen för att få köparen att just köpa det cigarettmärket. Att samla samlarbilder som cigarettkort var ett populärt samlarområde. Ytterligare serier med cigarettkort med hockeymotiv gavs ut under 1920-talet. En stor mängd livsmedelföretag i USA och Kanada började att lägga med samlarbilder med hockeymotiv i deras produkter. Den första serien med motiv från den nordamerikanska ligan NHL gavs ut 1921 av William-Patterson och har med kort av spelare från lagen Ottawa, Montreal, Toronto, Hamilton och Boston. Från 1933 började den kanadensiska godistillverkaren O-Pee-Chee att lägga med hockeykort i deras tuggummin. Detta fortsatte fram till och med andra världskriget då produktionen upphörde på grund av ransonering.

### 1950-tal
Efter andra världskriget dröjde det ändra fram till 1951 innan de första hockeykorten åter kom ut i Nordamerika. Då börjande företaget Parkhurst ge ut kort årsvis. Först 1954 fick de konkurrens då O-Pee-Chee åter börjar ge ut hockeykort och startade den amerikanska godistillverkaren Topps sin utgivning. Topps koncentrerade sin utgivning på de amerikanska lagen i NHL, Boston Bruins, Chicago Blackhawks, Detroit Red Wings och New York Rangers. 1958 startade ett samarbete mellan O-Pee-Chee och Topps gällande utgivningen av hockeykort som varade fram till 1960.

### 1960-tal till 1980-tal
Mellan 1961 och 1967 gav O-Pee-Chee och Topps ut oberoende serier. 1964 slutar tillverkaren Parkhurst att ge ut hockeykort. Från 1968 inleddes det på nytt ett samarbete mellan O-Pee-Chee och Topps där utformningen på korten såg lika ut men man delade upp marknaden mellan sig. O-Pee-Chees kort gavs endast ut i Kanada och Topps gavs ut i USA. Detta samarbete med att ha samma utformning på korten kom att fungera ända fram till och med säsongen 1989/1990 förutom säsongerna 1982/83 och 1983/84 då Topps enbart gav ut serier i form av klistermärken.

### 1990-tal
Fram till och med 1990-talet skulle även kända tillverkare som till exempel Pacific, Pinnacle och Upper Deck ge sig in på marknaden.

### 2000-tal till nutid
På grund av NHL-lockouten säsongen 2004/2005 ställdes det mesta av hockeykortstillverkningen in denna säsong. Före lockouten hade flera företag avtal med NHL och NHLPA men när ligan kom igång igen efter uppehållet hade Upper Deck tecknat ett exklusivt avtal över fem år vilket gav dem ensamrätt inom NHL. Detta blev förödande för flera tillverkare som gick i konkurs och idag har Upper Deck köpt rättigheterna att ge ut kort med flera av de tidigare företagens namn, såsom Fleer, O-Pee-Chee, Pacific och Parkhurst. Topps fokuserar idag helt på andra samlarkortsmarknader medan In The Game är den enda rivalen till Upper Deck. In The Game har tecknat individuella avtal med en del spelare samt med CHL, AHL och kanadensiska ishockeyförbundet och ger ut en del olika serier varje år.
Efter att slagsmål på NHL-kort visats under säsongen 1973/1974 förbjöds NHL-kort som visar slagsmål, kringgicks reglerna genom slagsmålsvisande ishockeybilder från farmarligorna.

## Utgivning i Sverige

### Ursprung
De första serien med samlarkort som innehöll hockeymotiv var Marabou Sportserie som kom ut 1932-33. Nästa serie kom ut 1938-39 och det var ett samlaralbum från tidskriften Liv som kom veckovis.

### Fotnoter
1. ↑  ”VintageCardPrices.com”. VintageCardPrices.com. http://www.vintagecardprices.com/set-profile/2729/1910-Imperial-Tobacco-Hockey-Card-Value-Prices.htm. Läst 22 mars 2012.
2. ↑  ”Canadian Hockey Cards”. Canadian Hockey Cards. http://www.canadianhockeycards.com/. Läst 22 mars 2012.
3. ↑   (på svenska)Pro hockey (Egmont) (1). 1995.
4. ↑  ”1932-33 Marabou Sportserie”. Stefan's Card Collecting Page. Arkiverad från originalet den 14 juli 2012. https://archive.is/20120714233125/http://hem.passagen.se/flyerfan/sidor/checklists/1900_1960/3233marabou.htm. Läst 27 mars 2012.
5. ↑  ”1938-39 Liv's Idrottsalbum”. Stefan's Card Collecting Page. Arkiverad från originalet den 9 juli 2012. https://archive.is/20120709043446/http://hem.passagen.se/flyerfan/sidor/checklists/1900_1960/3839liv.htm. Läst 27 mars 2012.